# Język onge
Język onge (także: önge, öñge, ong) – język z grupy andamańskiej, którym posługuje się lud Onge z Małego Andamanu. W 2006 r. odnotowano, że ma 94 użytkowników.
Należy do języków ongijskich (zwanych również onge-jarawa lub południowoandamańskimi). Jest spokrewniony z językiem jarawa.